# Cruz de San Basilio (Cuéllar)

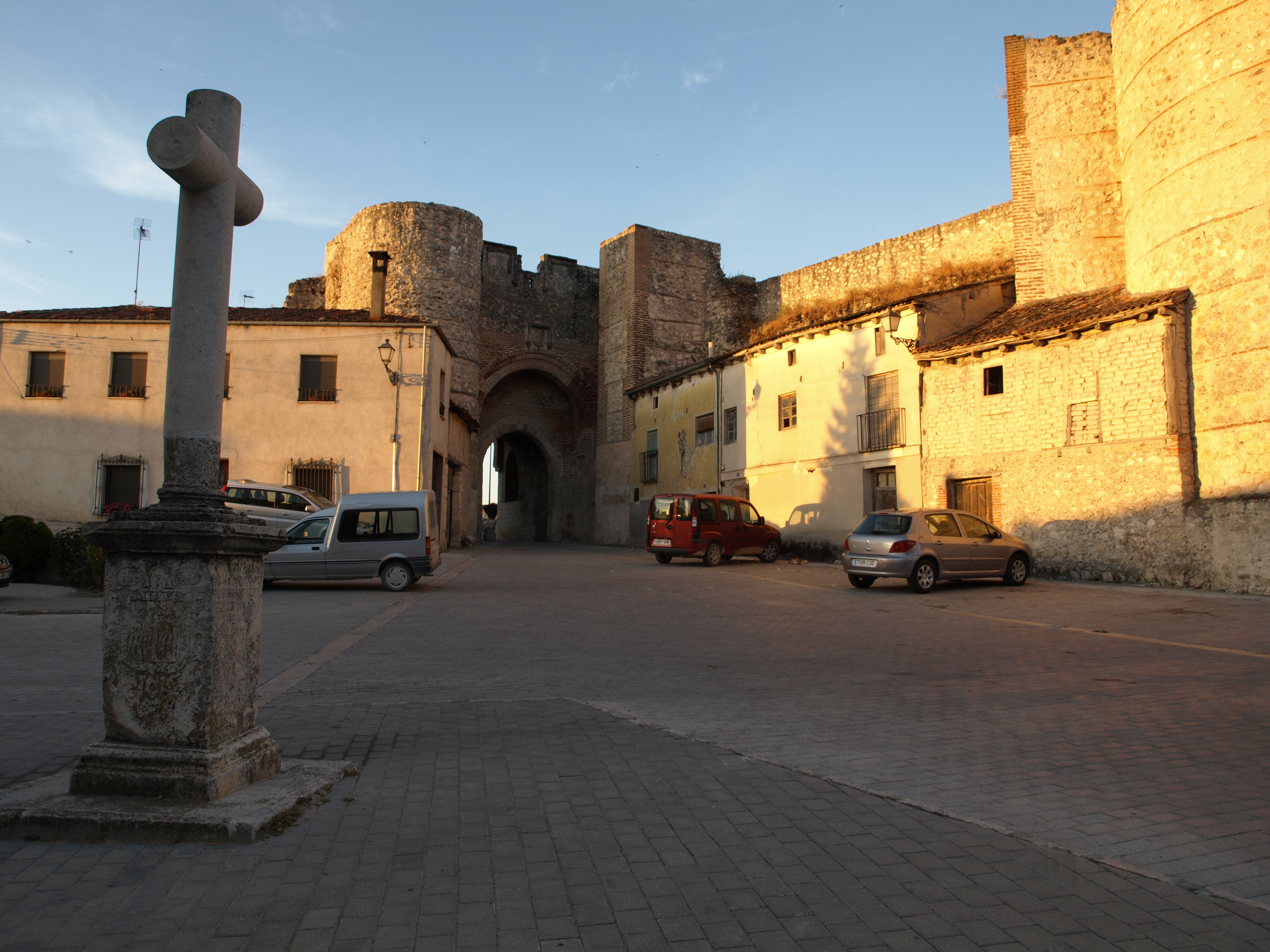
Cruz de San Basilio en Cuéllar.

La cruz de San Basilio es un crucero de piedra ubicado en la villa segoviana de Cuéllar (Castilla y León).
Está situada en la carretera de Segovia, en la plazuela de San Basilio, entre la puerta y muralla de San Basilio y el convento del mismo nombre. Se trata de un monumento del siglo XVII; en el siglo XX fue derribada por un camión, y fue recuperada la parte de la cruz, siendo original el basamento y plataforma.
Como toda cruz de término, tiene declaración genérica como Bien de Interés Cultural, pese a no contar con anotación ministerial, pues ni está inscrita en el catálogo ni tiene expediente.